# Браїлів (фрегат, 1836)
«Браїлів» (рос. Браилов) — вітрильний 44-гарматний фрегат Чорноморського флоту Російської імперії. Названий на згадку про захоплення російськими військами 7 червня 1828 року турецької фортеці Бреїла (заст. Браїлів).

## Історія
Закладений у Севастополі 14 лютого 1835 року поручиком С. І. Чернявським, який за будівництво фрегата був нагороджений орденом Святого Станіслава III ступеня. Повністю завершити будівництво корабля особисто Чернявському не вдалося, оскільки рішенням командування флоту був направлений до Миколаївського адміралтейства. Після спуску на воду 6 жовтня 1836 року фрегат увійшов до складу Чорноморського флоту Російської імперії.
Незважаючи на те, що це було порушенням статуту, 14 лютого 1837 року на фрегаті було дано траурний залп з усіх гармат з нагоди загибелі поета О. С. Пушкіна, який був другом тодішнього капітана фрегата Ф. Ф. Матюшкіна.
У складі ескадр віце-адмірала М. П. Лазарєва і контр-адмірала С. П. Хрущова брав участь у створенні Кавказької укріпленої берегової лінії, висаджуючи десанти, що влаштували укріплення в гирлах річок Туапсе, Шапсухо, Субаші, Псезуапсе і в Цемеській затоці. 10 травня 1840 року у складі ескадри віце-адмірала М. П. Лазарєва під час Кавказької війни висадив десант для захоплення Вельямінівського форту, що перебував під контролем кавказців.
У складі ескадр перебував у практичних плаваннях у Чорному морі в 1840, 1841, 1843—1846, 1848—1850 роках.
У 1851 році був списаний і розібраний.

## Командири
- Ф. Ф. Матюшкін (1836—1838);
- М. Ф. Метлін (1839—1840);
- А. П. Скрягін (1841—1845);
- Л. Ф. Хомутов (1846);
- І. І. Вердеман (1848);
- К. Є. Шпіцберг (1850).